# Bethesda Softworks
Bethesda Softworks je podružnica ameriškega medijskega podjetja ZeniMax Media za trženje, distribucijo in izdajo videoiger. Sedež podjetja se je sprva nahajal v Bethesdi v zvezni državi Maryland, nato so ga premestili v Rockville. Do sedaj je izdalo široki spekter zvrsti videoiger, kot so igre igranja vlog (RPG) ter simulacijske in športne videoigre. Podjetje je najbolj znano po zelo uspešni in večkrat nagrajeni seriji The Elder Scrolls, od leta 2004 je prevzelo tudi serijo Fallout. Poleg tega je izdalo tudi mnoge igre, osnovane po popularnih filmskih serijah, kot so Terminator, Zvezdne steze in Pirati s Karibov, ali književnih delih, kot je Call of Cthulhu: Dark Corners of the Earth.